# Lietuvos krepšinio lyga 2007-2008
La Lietuvos krepšinio lyga 2007-2008 è stata la 15ª edizione del massimo campionato lituano di pallacanestro maschile. La vittoria finale è stata ad appannaggio dello Žalgiris Kaunas.

## Regular season

### Classifica
|     | Squadra                 | G  | V  | P  | PF    | PS    | Pt. | Qualificazione |
| --- | ----------------------- | -- | -- | -- | ----- | ----- | --- | -------------- |
| 1.  | Lietuvos rytas Vilnius  | 18 | 17 | 1  | 1.734 | 1.266 | 35  | playoffs       |
| 2.  | Žalgiris Kaunas         | 18 | 16 | 2  | 1.732 | 1.360 | 34  | playoffs       |
| 3.  | Šiauliai                | 18 | 12 | 6  | 1.535 | 1.445 | 30  | playoffs       |
| 4.  | Alytus                  | 18 | 11 | 7  | 1.567 | 1.672 | 29  | playoffs       |
| 5.  | Neptūnas Klaipėda       | 18 | 7  | 11 | 1.419 | 1.553 | 25  | playoffs       |
| 6.  | Nevėžis Kėdainiai       | 18 | 7  | 11 | 1.391 | 1.479 | 25  | playoffs       |
| 7.  | Sakalai Vilnius         | 18 | 6  | 12 | 1.441 | 1.562 | 24  | playoffs       |
| 8.  | Aisčiai-Atletas Kaunas  | 18 | 5  | 13 | 1.416 | 1.548 | 23  | playoffs       |
| 9.  | Techasas Panevėžys      | 18 | 5  | 13 | 1.386 | 1.575 | 23  |                |
| 10. | Arvi-Sūduva Marijampolė | 18 | 4  | 14 | 1.458 | 1.619 | 22  |                |

## Playoff
|  | Quarti di finale | Quarti di finale       | Quarti di finale |                 |          | Semifinali      | Semifinali | Semifinali |  |  | Finali | Finali         | Finali |
|  |                  |                        |                  |                 |          |                 |            |            |  |  |        |                |        |
|  | 1.               | Lietuvos rytas         | 2                |                 |          |                 |            |            |  |  |        |                |        |
|  | 8.               | Aisčiai-Atletas Kaunas | 0                |                 |          |                 |            |            |  |  |        |                |        |
|  | 8.               | Aisčiai-Atletas Kaunas | 0                |                 | 1.       | Lietuvos rytas  | 2          |            |  |  |        |                |        |
|  |                  |                        |                  |                 | 1.       | Lietuvos rytas  | 2          |            |  |  |        |                |        |
|  |                  | 4.                     | Alytus           | 0               |          |                 |            |            |  |  |        |                |        |
|  | 4.               | 4.                     | Alytus           | 0               | Alytus   | 2               |            |            |  |  |        |                |        |
|  | 4.               |                        |                  |                 | Alytus   | 2               |            |            |  |  |        |                |        |
|  | 5.               | Neptūnas Klaipėda      | 1                |                 |          |                 |            |            |  |  |        |                |        |
|  |                  |                        |                  |                 |          |                 |            |            |  |  | 1.     | Lietuvos rytas | 1      |
|  |                  |                        | 2.               | Žalgiris Kaunas | 4        |                 |            |            |  |  |        |                |        |
|  | 2.               | Žalgiris Kaunas        | 2                |                 |          |                 |            |            |  |  |        |                |        |
|  | 7.               | Sakalai Vilnius        | 0                |                 |          |                 |            |            |  |  |        |                |        |
|  | 7.               | Sakalai Vilnius        | 0                |                 | 2.       | Žalgiris Kaunas | 2          |            |  |  |        |                |        |
|  |                  |                        |                  |                 | 2.       | Žalgiris Kaunas | 2          |            |  |  |        |                |        |
|  |                  | 3.                     | Šiauliai         | 0               |          |                 |            |            |  |  |        |                |        |
|  | 3.               | 3.                     | Šiauliai         | 0               | Šiauliai | 2               |            |            |  |  |        |                |        |
|  | 3.               |                        |                  |                 | Šiauliai | 2               |            |            |  |  |        |                |        |
|  | 6.               | Nevėžis                | 0                |                 |          |                 |            |            |  |  |        |                |        |

| Lietuvos krepšinio lyga 2007-2008 |
| --------------------------------- |
| Žalgiris Kaunas 12º titolo        |

## Formazione vincitrice
| N° | Naz.                   | Ruolo | Sportivo            |  | Alt. |  |
| -- | ---------------------- | ----- | ------------------- |  | ---- |  |
| 4  | Slovenia (bandiera)    | AG    | Goran Jurak         |  | 203  |  |
| 5  | Stati Uniti (bandiera) | G     | Marcus Brown        |  | 191  |  |
| 8  | Lituania (bandiera)    | AP    | Jonas Mačiulis      |  | 198  |  |
| 9  | Lituania (bandiera)    | P     | Mantas Kalnietis    |  | 195  |  |
| 10 | Lituania (bandiera)    | AP    | Dainius Šalenga     |  | 197  |  |
| 11 | Lituania (bandiera)    | C     | Eurelijus Žukauskas |  | 218  |  |
| 12 | Lituania (bandiera)    | G     | Artūras Milaknis    |  | 195  |  |
| 13 | Stati Uniti (bandiera) | P     | DeJuan Collins      |  | 188  |  |
| 13 | Lituania (bandiera)    | A     | Paulius Jankūnas    |  | 204  |  |
| 20 | Croazia (bandiera)     | AG    | Damir Markota       |  | 208  |  |
| 24 | Croazia (bandiera)     | P     | Marko Popović       |  | 185  |  |
| 34 | Senegal (bandiera)     | C     | Mamadou N'Diaye     |  | 213  |  |
|    | Lituania (bandiera)    | All.  | Rimantas Grigas     |  |      |  |

## Premi e riconoscimenti
- LKL MVP finali:  Marcus Brown, Žalgiris Kaunas